# Persona 4
Persona 4 (kurz P4, ursprünglich als Shin Megami Tensei: Persona 4 erschienen) ist ein Rollenspiel des japanischen Entwicklerstudios Atlus für Sonys PlayStation 2. Es ist der vierte Teil der Persona-Reihe, die wiederum einen Spin-off der Shin-Megami-Tensei-Reihe darstellt. Für das Charakterdesign und die künstlerische Leitung war Shigenori Soejima verantwortlich.
Das Spiel erschien in Japan im Juli 2008, in Amerika im Dezember 2008 und in Europa über Square Enix im März 2009. Im Gegensatz zu seinem Vorgänger enthielt P4 auch in Europa eine Bonus-CD mit dem Soundtrack. In Europa erschien im Winter 2013 eine überarbeitete Version von Persona 4 für die PlayStation Vita mit dem Titel Persona 4 Golden. Diese enthielt neben neuen Charakteren auch weitere Aufgaben, welche die Geschichte erweitern. Am 13. Juni 2020 wurde eine PC-Version von Persona 4 Golden mit hochauflösenden Grafiken auf dem Onlinedienst Steam veröffentlicht.
2011 wurde das Spiel als Anime-Fernsehserie Persona 4: The Animation adaptiert.

## Handlung
Der Jugendliche Yu Narukami zieht zu seinem Onkel und wechselt daher auf die Schule der Stadt Inaba. Dort lernt er schnell neue Freunde kennen. Doch bald sucht eine Mordserie die Stadt heim. Yu und seine Freunde finden bald heraus, dass die Todesfälle mit einem geheimnisvollen mitternächtlichen Fernsehkanal zusammenhängen, in den die Zuschauer hineingesogen werden. In der Welt des Fernsehsenders werden sie mit ihrem dunklen Selbst konfrontiert, mit dem sie umgehen müssen, ehe sie einen Schutzgeist erhalten. Dieser Persona genannte Schutzgeist hilft ihnen in der Parallelwelt, die Morde aufzuklären.

## Spielprinzip
Persona 4 ist wie schon sein Vorgänger ein Rollenspiel mit Elementen einer Ren’ai-Simulation. Der Spieler besucht die Schule, nimmt Nebenjobs an und baut Beziehungen mit anderen auf. Diese Beziehungen spielen wie in den Vorgängern der Serie eine große Rolle, denn hierdurch ist es ihm möglich, stärkere Persona zu erschaffen. Die Persona sind Widerspiegelungen des eigenen Selbst, die dem Spieler verschiedene Fähigkeiten verleihen. Diese Fähigkeiten sind wiederum nötig, um in einer Parallelwelt zu überleben, in der der Spieler den Rollenspiel-Aspekt des Spiels erlebt.

## Synchronisation
| Rolle           | japanischer Sprecher | englischer Sprecher           |
| --------------- | -------------------- | ----------------------------- |
| Protagonist     | Daisuke Namikawa     | Johnny Yong Bosch             |
| Yosuke Hanamura | Showtaro Morikubo    | Yuri Lowenthal                |
| Chie Satonaka   | Yui Horie            | Tracey Rooney/Erin Fitzgerald |
| Yukiko Amagi    | Ami Koshimizu        | Amanda Winn Lee               |
| Kanji Tatsumi   | Tomokazu Seki        | Troy Baker                    |
| Rise Kujikawa   | Rie Kugimiya         | Laura Bailey                  |
| Naoto Shirogane | Romi Park            | Susan Dalian                  |
| Teddie          | Kappei Yamaguchi     | Dave Wittenberg/Sam Riegel    |
| Marie           | Kana Hanazawa        | Eden Riegel                   |
| Igor            | Isamu Tanonaka       | Dan Woren                     |
| Margaret        | Sayaka Ohara         | Michelle Ann Dunphy           |
| Nanako Dojima   | Akemi Kanda          | Karen Strassman               |
| Ryotaro Dojima  | Unshō Ishizuka       | JB Blanc                      |
| Tohru Adachi    | Mitsuaki Madono      | Johnny Yong Bosch             |

## Rezeption
Laut der deutschen Zeitschrift Animania wird das Spiel zwar gelobt für die spannende, symbolträchtige Geschichte. Jedoch werde das langsame Voranschreiten der Story auch kritisiert. Insgesamt erhielt die 2020 veröffentlichte PC-Portierung von Persona 4 Golden auf OpenCritic eine Wertung von 87 von 100.
Die 2020 veröffentlichte Portierung von Persona 4 Golden für PC verkaufte sich auf der Vertriebsplattform Steam innerhalb eines Monats 500.000 Mal. Damit übertraf sie den mehrjährigen Gesamtabsatz der japanischen PlayStation-Vita-Version zahlenmäßig bereits innerhalb eines Monats. Damit übertraf es die Verkaufserwartungen von Atlus’ Mutterkonzern Sega erheblich, weshalb das Unternehmen gegenüber Investoren versprach, weitere Klassiker „aggressiv“ mit Hilfe digitaler Distribution auf den PC portieren zu wollen.